# Коломійцеве (Прилуцький район)
Коломійцеве —  селище в Україні, у Прилуцькому районі Чернігівської області.  Входить до складу Ічнянської міської громади.

## Географія
Селище Коломійцеве знаходиться на відстані 0,5 км від села Гейці. Через селище проходить залізниця, станція Коломійцеве.

## Історія
Станом на 1869 рік - залізнична ст.Коломійцево, без позначення населеного пункту.